# Esra (Name)
Esra ist je nach Sprachherkunft ein männlicher oder weiblicher Vorname.

## Herkunft und Bedeutung

### Männlicher Vorname
Beim Namen Esra handelt es sich um die u. a. deutsche Variante des hebräischen Namens עֶזְרָא ʿæsrāʾ, seltener עֶזְרָה ʿæsrāh. Es handelt sich dabei um eine Kurzform von der Wurzel עֶזֶר ʿæsær bzw. עֵזֶר ʿēsær mit der hypokrostischen Endung -ā „[Gott] ist Hilfe“ oder aramaisierend mit Artikel -ā „[Gott] ist die Hilfe“. Möglich ist auch, dass es sich um eine Kurzform von עֲזַרְיָהוּ ʿasarjāhū bzw. עֲזַרְיָה ʿasarjāh „der Herr hat geholfen“ handelt.
In der Bibel tragen mindestens drei Männer diesen Namen.

### Weiblicher Vorname
Beim Namen Esra handelt es sich um die türkische Form des arabischen Namens أسرى asrā bzw. اسراء israa und bedeutet „Nachtreise“ bzw. „nachts reisen“.

## Verbreitung

### Esra
Esra ist in erster Linie in der Türkei als Frauenname verbreitet. Von 1981 bis 2005 gehörte der dort zu den 20 beliebtesten Mädchennamen. Ab 2004 sank die Popularität des Namens rasch. Bereits im Jahr 2019 gehörte Esra nicht mehr zu den 100 beliebtesten Mädchennamen des Landes.
In Deutschland ist der Name für beide Geschlechter sehr selten und wurde zwischen 2010 und 2021 nur etwa 700 Mal vergeben. Dabei überwiegt die Nutzung als weiblicher, türkischer Vorname.

### Ezra
Der Männername ist in seiner Variante Ezra recht verbreitet.
In den USA war er im ausgehenden 19. Jahrhundert mäßig beliebt, wurde dann im 20. Jahrhundert immer seltener vergeben, bis seine Popularität in den 1960er Jahren ihren Tiefpunkt erreichte. Danach wurde er wieder häufiger vergeben. Seit 2015 gehört er zu den 100 beliebtesten Jungennamen und belegte im Jahr 2021 Rang 37 der Hitliste. In Neuseeland erreichte er im selben Jahr sogar Rang 32. Auch in Australien (Rang 87, Stand 2021), England und Wales (Rang 59, Stand 2020), Nordirland (Rang 63, Stand 2021) und den Niederlanden (Rang 79, Stand 2021) gehört er zu den 100 beliebtesten Jungennamen.
In Deutschland ist der Name Ezra sehr selten und wurde zwischen 2006 und 2018 nur etwa 210 Mal gewählt.

## Varianten

### Männlicher Vorname
- Bulgarisch: Ездра Esdra
- Dänisch: Ezra
- Englisch: Ezra
- Französisch: Esdras
- Griechisch
  - LXX: Εσρα Esra, Εσδρας Esdras, Εσδρα Esdra, Εσρας Esras
  - Josephus: Ἔζδρας Ezdras
- Hebräisch: עֶזְרָא ʿæsrāʾ, עֶזְרָה ʿæsrāh
- Italienisch: Esdra
  - Latein: Ezra, Ezras
- Niederländisch: Ezra
- Portugiesisch: Esdras
- Rumänisch: Ezra
- Russisch: Ездра Esdra, Узайр Usajr
- Spanisch: Esdras
- Tschechisch: Ezdráš
- Türkisch: Ezra
- Ungarisch: Ezsdrás

### Weiblicher Vorname
- Türkisch: Esra
- Arabisch:  أسرى asrā, اسراء israa
- Alternative Transkriptionen: Isra, Esraa, Issra, Essra

## Namensträger

### Historische Zeit
- Esra, jüdischer Hohepriester nach dem babylonischen Exil
- Esra, Priester, Heimkehrer aus dem Exil unter Serubbabel (Neh 12,1.13 EU)
- Esra, Judäer (1 Chr 4,17 EU)
- Abraham ibn Esra (auch Abraham Ben Ezra, Aben Esra, Avenesra, Ebenesra; um 1092–1167), spanisch-jüdischer Gelehrter und Schriftsteller
- Moses ibn Esra (um 1055–1138), spanisch-jüdischer Schriftsteller und Philosoph

### Männlicher Vorname
- Ezra Armstrong (* 1998), US-amerikanischer Fußballspieler
- Esra Atja (* 1881 oder 1885; † 1970), israelischer ultraorthodoxer Rabbiner
- Ezra Taft Benson (1899–1994), US-amerikanischer Politiker und 13. Präsident der Kirche Jesu Christi der Heiligen der Letzten Tage
- Ezra Cleveland (* 1998), US-amerikanischer American-Football-Spieler
- Ezra Edelman (* 1974), US-amerikanischer Filmproduzent und -regisseur
- Ezra Stiles Gannett (1801–1871), US-amerikanischer unitarischer Pfarrer und Theologe
- Ezra Getzler (* 1962), australischer Mathematiker und mathematischer Physiker
- Ezra Jenkinson (1872–1947), englischer Komponist und Violinist
- Ezra Klein (* 1984), US-amerikanischer politischer Kolumnist
- Ezra Laderman (1924–2015), US-amerikanischer Komponist
- Ezra L’Hommedieu (1734–1811), US-amerikanischer Politiker
- Esra Limbacher (* 1989), deutscher Politiker (SPD)
- Ezra Miller (* 1992), US-amerikanischer Schauspieler
- Ezra Orion (1934–2015), israelischer Bildhauer
- Ezra Pound (1885–1972), US-amerikanischer Dichter
- Ezra Savage (1842–1920), US-amerikanischer Politiker
- Ezra Stoller (1915–2004), US-amerikanischer Architekturfotograf
- Ezra Tsegaye (* 1976), deutscher Grafiker, Storyboard Artist, Comiczeichner und Regisseur

Zweitname
- George Ezra Barnett (* 1993), britischer Singer-Songwriter
- Robert Ezra Park (1864–1944), US-amerikanischer Soziologe

### Weiblicher Vorname
- Esra Bilgiç (* 1992), türkische Schauspielerin
- Esra Dermancıoğlu (* 1968), türkische Schauspielerin
- Esra Erol (Fernsehmoderatorin) (* 1982), türkische Fernsehmoderatorin
- Esra Erol (Fußballspielerin) (* 1985), türkische Fußballspielerin
- Esra Ersen (* 1970), türkische Künstlerin
- Ezra Furman (* 1986), US-amerikanische Musikerin und Songwriterin
- Esra Inal (* 1981), deutsch-türkische Schauspielerin, Autorin und Mentorin im Bereich Persönlichkeitsentwicklung
- Esra Karakaya (* 1991), deutsche Journalistin, Moderatorin und Webvideoproduzentin
- Esra Kılıç (* 1991), türkische Schauspielerin
- Esra Kızıldoğan (* 1980), türkische Schauspielerin
- Esra Küçük (* 1983), deutsch-türkische Sozialwissenschaftlerin
- Esra Özmen (* 1990), österreichische Rapperin und Texterin
- Esra Ruşan (* 1983), türkische Schauspielerin
- Esra Vural (* 1983), deutsche Synchronsprecherin

### Familienname
- Abraham ibn Esra (* um 1092; † 1167), jüdischer Gelehrter und Schriftsteller
- Alfred Ezra (1872–1955), britischer Vogelzüchter und -halter
- Daniel Stökl Ben Ezra (* 1970), deutscher Judaist und Spezialist für antikes Judentum und frühes Christentum
- Derek Ezra, Baron Ezra (1919–2015), britischer Politiker (Liberal Democrats) und Wirtschaftsfunktionär
- Gideon Esra (1937–2012), israelischer Politiker
- Moses ibn Esra (* um 1055; † um 1138), spanisch-jüdischer Schriftsteller und Philosoph

### Kunstfigur
- Esra, Roman von Maxim Biller (2003)
- EzRa (Ez⁄Ra), Figur aus Stadt der Fremden von China Miéville (2012)
- Ezra, Figur aus der Serie Pretty Little Liars (seit 2010)
- Ezra, Figur aus dem Film Sieben Leben (2008)
- Ezra, Figur aus der Disney-Serie Star Wars Rebels (seit 2014) und Ashoka (2023)